# 二所ノ関部屋 (1909-2013)
二所ノ関部屋（にしょのせきべや）は、東京相撲協会、大日本相撲協会を経て、最終的に日本相撲協会に所属していた相撲部屋。二所ノ関一門の総帥だった。

## 歴史

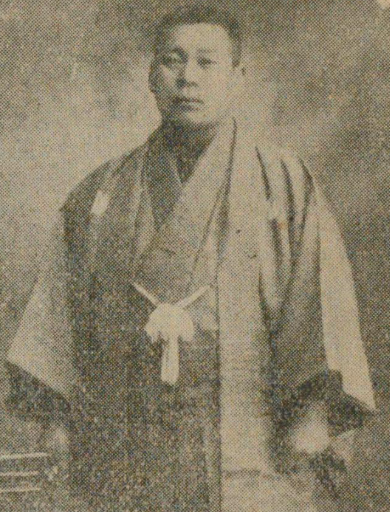
二所ノ関軍右衛門（二代海山）

### 5代（海山）時代
板垣退助の推薦によって同郷の初代海山太郎が師匠を務める東京の友綱部屋に入門し、最高位が関脇以下の力士ではただ1人常陸山から2勝するなど、怪力力士として知られた関脇・二代海山が、1907年（明治40年）1月に二枚鑑札で5代二所ノ関を襲名、1909年（明治42年）1月場所限りで現役を引退、以降は年寄専任となる。同時に友綱部屋に預けてあった内弟子を連れて二所ノ関部屋を創設した。
5代は検査役、協会理事を歴任し、大正時代の相撲協会幹部として多大な功績を残した。親方として同郷の玉錦を大関にまで育て上げたものの、玉錦が1932年（昭和7年）10月に第32代横綱に昇進する直前となる1931年6月に胃癌で死去し、弟子は友綱部屋の元幕内2代鬼竜山雷八が率いる粂川部屋預かりとなった。

### 6代（玉錦）時代

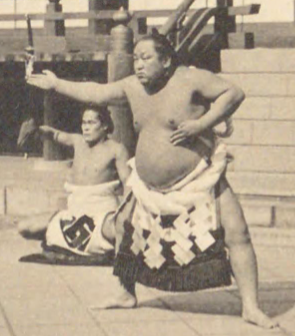
二所ノ関部屋を再興した玉錦

1935年（昭和10年）1月に第32代横綱・玉錦は二枚鑑札で6代二所ノ関を襲名して部屋を再興した。かつての二所ノ関部屋は稽古場さえ持たないほどの弱小な部屋だったため、玉錦は土俵を求めて転々と稽古して歩いており、巡業も常にどこかの大部屋の居候的存在で、小部屋の悲哀を味わって修業時代を送ってきた。それだけに稽古場を持つ部屋を建てること、優秀な門下生を育てて、一気に土俵勢力を拡張することが悲願であった。玉錦は寄席「広瀬」を買い取って、ここを本拠にして積極的に弟子の確保と育成にも励んだ。
玉錦は「二所の荒稽古」と言われる猛烈な稽古により一代で部屋を大きくし、継承から5、6年程度で先代弟子だった玉ノ海を三役にあげ、直弟子の佐賀ノ花を関取に育て上げた。しかし、勧進元も務めてこれからという1938年（昭和13年）12月に虫垂炎を悪化させ、腹膜炎を併発して34歳の若さで死去した。

### 7代（玉ノ海）時代
6代（玉錦）が亡くなった後、1939年（昭和14年）1月、26歳の関脇・玉ノ海が二枚鑑札で7代二所ノ関を襲名して部屋を継承した。
7代は先代の弟子から大関・佐賀ノ花、関脇・神風、玉乃海、小結・琴錦、幕内・大ノ海、幕内・十勝岩、直弟子から関脇・力道山などといった関取を育て上げた。二所ノ関部屋が、1945年（昭和20年）3月10日の東京大空襲で両国の建物が消失して、1950年（昭和25年）まで杉並区の真盛寺に間借りしていた時期に、7代二所ノ関が、「幕内まで昇進した者には内弟子を採用して分家独立することを奨励する」方針を打ち出したことから、大ノ海（後に花籠部屋を創設）、琴錦（後に佐渡ヶ嶽部屋を創設）、玉乃海（後に片男波部屋を創設）らが分家独立を目指して自分たちの内弟子を抱えて育成した。
戦争中は食糧確保のために部屋単独で勤労奉仕を行ったが、これにより7代は戦犯容疑で逮捕された。その際の日本相撲協会の冷遇が要因となり、7代は弟弟子である大関・佐賀ノ花に二所ノ関部屋を譲り、1951年（昭和26年）5月に38歳の若さで廃業した後、同年9月に佐賀ノ花が二枚鑑札で8代二所ノ関を襲名して部屋を継承した。

### 8代（佐賀ノ花）時代
8代は、1952年（昭和27年）1月に引退して以降は年寄専任となり、横綱・大鵬や大関・大麒麟などといった数多くの関取を育て上げた。当時の部屋では、7代が掲げた「分家独立を推奨する」という方針の下で、8代の時代も分家独立が相次いだ。いわゆる分家「阿佐ヶ谷系」が順当に枝分かれが進んだ一方で、本家「両国系」の分家独立に際しては混乱が相次いだ。8代は二所ノ関一門の総帥となるまでに部屋を大きくしたものの、1975年3月に急性白血病で死去した。
その後は、8代の通夜の晩に後継の名乗りを上げた大鵬（元横綱・大鵬）が一代年寄を返上して9代二所ノ関を襲名して部屋を継承するか、部屋付き親方である17代押尾川（元大関・大麒麟）が後継として9代二所ノ関を襲名すると目されていた。正式に後継者が決定するまで、6代の弟子で二所ノ関一門の最長老であった10代湊川（元幕内・十勝岩）が暫定的に部屋を引き継ぐ形で9代二所ノ関を襲名したが、その期間は実に1年4ヶ月にも及んだ。
部屋の相続争いに嫌気が差した大鵬は後継争いから降り（大鵬は現役中の1966年の春に8代から縁談を持ち掛けられ、その際に「もし、その娘との結婚を承諾すれば、将来は二所ノ関部屋の後継者として考えても良い」と暗に漏らされていながら、その縁談を断ったといういきさつを自著で明かしている）、対する17代押尾川の後継は大おかみ（8代未亡人）が拒否して、混乱は長期間に及んだ。結局、部屋に所属する幕内力士の金剛が8代の次女と婚約して娘婿になることで年寄・10代二所ノ関を襲名することに決定し、金剛は1976年9月に27歳で現役を引退して部屋を継承した。

### 10代（金剛）時代
10代が部屋の師匠に就任して以降は、8代の時代に入門してきた鳳凰が関脇へ、大徹が小結まで昇進したものの、10代の直弟子からは小結・大善しか関取を育てられず、平成時代に入ってからは急速に部屋の勢力が衰えた。
2012年秋に10代が脳梗塞で倒れて入院し、病気療養が長引いて部屋経営が困難となったことを理由として、2013年1月場所後の同年1月28日付で10代と部屋付き親方である19代北陣（元関脇・麒麟児）と13代湊川（元小結・大徹）および行司1人と床山1人の計5人は同じ二所ノ関一門の松ヶ根部屋へ、部屋付き親方である9代富士ヶ根（元小結・大善）は出羽海一門の春日野部屋へ移籍し、同時に所属力士3人は全て引退することが発表されて、正式に二所ノ関部屋は閉鎖された。

### その後
部屋の閉鎖後、一門の総帥を務める親方により、同名の部屋が2度再興されている。いずれも二所ノ関一門内であるが、系統は異なる。
12代二所ノ関（若嶋津）による二所ノ関部屋
2013年6月20日、体調不良を理由に10代二所ノ関が停年を待たずに協会を退職。二所ノ関は片男波部屋所属の14代荒磯（元幕内・玉力道）が取得し、11代二所ノ関を襲名した。その後、2014年11月24日に片男波部屋から松ヶ根部屋へ転籍した。
2014年12月1日、松ヶ根部屋の師匠・9代松ヶ根（元大関・若嶋津）が11代二所ノ関と名跡交換を行い、12代二所ノ関を襲名すると同時に、同日付で部屋名を二所ノ関部屋に改称する形で再興した。12代二所ノ関は玉錦の孫弟子にあたる45代横綱初代若乃花の弟子で、玉錦の曽孫弟子にあたる。
2021年12月24日、二所ノ関部屋を同部屋の部屋付き親方だった18代放駒（元関脇・玉乃島）が継承し、二所ノ関部屋から放駒部屋へ改称した。
13代二所ノ関（稀勢の里）による二所ノ関部屋
2021年12月24日、停年まで1ヶ月を切り、同日付で部屋を18代放駒に譲った12代二所ノ関が、荒磯部屋の師匠・16代荒磯（72代横綱・稀勢の里）と名跡交換を行い、16代荒磯が13代二所ノ関を襲名すると同時に、同日付で荒磯部屋が二所ノ関部屋へ改称した。13代二所ノ関は12代二所ノ関（若嶋津）の兄弟子である59代横綱隆の里の弟子で、45代横綱初代若乃花の孫弟子である。

## 分家独立騒動

### 片男波部屋の分家独立騒動
1961年（昭和36年）1月場所限りで引退して、以降は二所ノ関部屋の部屋付き親方となっていた年寄・12代片男波（元関脇・玉乃海）は、同年5月に当時の師匠である8代二所ノ関に対して内弟子たちを連れての分家独立を申し入れた。しかし、8代が12代片男波の内弟子たちの移籍に関しては1年待ってほしいと主張したため、とりあえず内弟子の移籍は保留したままの状況で、12代片男波は片男波部屋を創設した。
しかし、1年経っても内弟子たちの移籍が実現しなかったため、12代片男波は1962年5月場所前に内弟子の十両・新川（元幕内玉響）、十両・玉嵐、幕下・玉乃島（後の横綱・玉の海）たちの移籍届を日本相撲協会へ提出した。これに対抗して8代は、関取2人と幕下・玉乃島および玉兜と未成年者以外の力士全員の廃業届を提出したため、廃業届を出された力士たちは1962年5月場所に出場することができなかった。そこで、先代の師匠である7代二所ノ関が調停に入り、廃業届の取り下げと幕下以下の力士の翌7月場所からの移籍を認めることで両者は合意した。しかし、この時期に既に関取だった玉嵐の移籍は1年後になり、新川（玉響）は移籍することなく廃業した。

### 押尾川部屋の分家独立騒動（押尾川の乱）
二所ノ関部屋の相続争いに敗れた17代押尾川は、1975年9月3日に自分を慕う小結・青葉城や幕内・天龍など16人の力士を連れて8代二所ノ関の墓所である東京都台東区谷中の瑞輪寺に立てこもり、分家独立を申し入れた。これに対し8代未亡人側は、17代押尾川の要望を一切認めなかった。
そこで、二所ノ関一門の実力者である11代花籠（元幕内・大ノ海）が調停に入り、1975年9月場所後に押尾川部屋の分家独立を認めること、16人中6人（青葉城ほか幕下力士）だけの移籍を認めることで合意した。この際に移籍が認められなかった天龍（天龍源一郎）は、翌年9月場所を最後に26歳で廃業して全日本プロレスに入門し、プロレスラーへと転身した。

## 師匠
- 5代：二所ノ関軍右衛門（にしょのせき ぐんうえもん、関脇・二代海山、高知）（二枚鑑札）
- 6代：二所ノ関三右衛門（にしょのせき さんえもん、横綱・玉錦、高知）（二枚鑑札）
- 7代：二所ノ関梅吉（にしょのせき うめきち、関脇・玉ノ海、長崎）（二枚鑑札）
- 8代：二所ノ関勝巳（にしょのせき かつみ、大関・佐賀ノ花、佐賀）（二枚鑑札）
- 9代：二所ノ関豊（にしょのせき ゆたか、前1・十勝岩、北海道）
- 10代：二所ノ関正裕（にしょのせき まさひろ、関脇・金剛、北海道）

## 力士

### 横綱・大関

#### 横綱
- 玉錦三右エ門　現役中に死去（32代・高知）5代、6代弟子（二枚鑑札）：一時、粂川部屋所属
- 大鵬幸喜（48代・北海道）8代弟子

#### 大関
- 佐賀ノ花勝巳（佐賀）6代、7代、8代弟子（二枚鑑札）：入門は粂川部屋
- 琴ヶ濵貞雄（香川）7代、8代弟子：佐渡ヶ嶽部屋に移籍（正式な移籍は大関昇進後だが、実質的には最初から11代佐渡ヶ嶽の弟子）
- 大麒麟將能（佐賀）8代弟子

### 幕内

#### 関脇
- 神風正一（香川）6代、7代弟子
- 麒麟児和春（千葉）8代、9代、10代弟子
- 金剛正裕（北海道）8代、9代弟子
- 玉ノ海梅吉（長崎）5代、6代、7代弟子（二枚鑑札）：一時、粂川部屋所属
- 玉乃海太三郎（大分）6代、7代、8代弟子
- 鳳凰倶往（愛知）8代、9代、10代弟子
- 力道山光浩（長崎）7代弟子

#### 小結
- 青葉城幸雄（宮城）8代、9代弟子：押尾川部屋に移籍して後に関脇
- 琴錦登（香川）6代、7代、8代弟子
- 大善尊太（大阪）10代弟子
- 大徹忠晃（福井）8代、9代、10代弟子
- 若ノ花勝治（青森）7代、8代弟子：芝田山部屋（のち花籠部屋に改称）に移籍後若乃花幹士に改名して第45代横綱。

#### 前頭
- 天津灘福一（前18・佐賀）7代、8代弟子
- 大ノ海久光（前3・秋田）6代、7代、8代弟子
- 海光山大五郎（前2・徳島）5代、6代弟子：一時、粂川部屋所属
- 大天龍光則（前2・佐賀）7代、8代弟子
- 甲斐錦勝（前12・山梨）7代弟子：松ヶ根部屋より移籍
- 神生山清（前15・香川）7代、8代弟子
- 神若順三（前12・千葉）7代、8代弟子
- 黒獅子勇蔵（前12・大阪）8代弟子
- 斜里錦菊三（前18・北海道）6代、7代弟子
- 大文字研二（前5・京都）8代弟子：中村部屋より移籍
- 大龍志郎（前19・北海道）7代、8代弟子
- 玉嵐孝平（前4・北海道）8代弟子：片男波部屋に移籍
- 玉櫻八郎（前20・熊本）6代、7代弟子
- 玉響克己（前2・大分）8代弟子
- 天龍源一郎（前1・福井）8代、9代、10代弟子
- 十勝岩豊（前1・北海道）7代弟子
- 藤錦千代吉（前18・北海道）6代、7代弟子
- 宮柱義雄（前11・佐賀）8代弟子
- 宮ノ花秀輝（前12・愛媛）8代弟子

### 十両
- 荒川文夫（十8・佐賀）8代弟子
- 雲仙山尚敏（十7・長崎）8代弟子
- 大ノ浦一廣（十4・秋田）7代、8代弟子：芝田山部屋（のち花籠部屋に改称）に移籍して後に前16。
- 大蛇川覚（十4・福岡）8代弟子
- 楠ノ海正治（十16・佐賀）8代弟子
- 黒鷲二千郎（十3・三重）8代弟子
- 乾龍初太郎（十5・北海道）8代、9代弟子：押尾川部屋に移籍
- 金剛敏彦（十10・佐賀）8代弟子
- 坤龍文一郎（十12・北海道）8代弟子
- 佐賀光健吾（十5・佐賀）7代、8代弟子
- 三瓶山征夫（十4・島根）8代弟子：中村部屋より移籍
- 若越英雄（十12・福井）8代、9代、10代弟子
- 瀧見山延雄（十4・島根）7代、8代弟子
- 玉乃浦友喜（十7・高知）8代弟子
- 玉ノ川正行（十7・大分）7代弟子
- 照ノ海照光（十1・高知）6代、7代弟子
- 天山久晴（十5・島根）8代弟子：中村部屋より移籍
- 錦竜栄廣（十15・高知）6代、7代弟子
- 二所錦照生（十13・島根）7代、8代弟子
- 冨久錦武光（十11・北海道）6代、7代弟子
- 松緑貢兵衛（十5・高知）7代、8代弟子
- 吉ノ岩義行（十7・長崎）8代弟子

### 幕下以下
- 玉乃嶋正夫（愛知）8代弟子：片男波部屋に移籍後玉の海正洋に改名して第51代横綱。
- 若ノ海周治（秋田）8代弟子：芝田山部屋（のち花籠部屋に改称）に移籍して後に小結。
- 大響健三（秋田）8代弟子：芝田山部屋（のち花籠部屋に改称）に移籍後若駒健三に改名して前8。
- 若椿利信（大阪）7代、8代弟子：芝田山部屋（のち花籠部屋に改称）に移籍して後に十2。
- 若ノ里雄三（北海道）8代弟子：芝田山部屋（のち花籠部屋に改称）に移籍して後に十5。
- 大真隆年（三重）8代弟子：大鵬部屋に移籍後巨砲丈士に改名して関脇。
- 田中脩（長崎）8代弟子：大鵬部屋に移籍後嗣子鵬慶昌に改名して前2。
- 飯島新一（群馬）8代弟子：大鵬部屋に移籍後榛名富士新司に改名して十2。
- 村山修一（新潟）8代弟子：大鵬部屋に移籍後翔鵬豪一に改名して十11。
- 島野正己（神奈川）8代弟子：大鵬部屋に移籍後頂ノ郷昌登に改名して十12。